# Graphical Network Simulator-3
Graphical Network Simulator-3（略称：GNS3）は、2008年に最初にリリースされたネットワークソフトウェアエミュレーターである。仮想デバイスと実際のデバイスの組み合わせを可能にし、複雑なネットワークのシミュレーションに使用される。 Cisco IOSをシミュレートするために、エミュレーションソフトウェアのDynamipsを使用している:55。   
GNS3は、 エクソン、ウォルマート、AT＆T、NASAなどの多くの大企業で使用されており、ネットワーク専門家認定試験の準備のためにもよく利用されている。2015年の時点で、ソフトウェアは1100万回ダウンロードされている。  